# Andreas E. Beurmann
Andreas Erich Beurmann (* 12. Februar 1928 in Zoppot, Freie Stadt Danzig, heute Polen; † 24. April 2016 in Altenkrempe) war ein deutscher Musikwissenschaftler, Musiker, Hörspielproduzent und Hörspielsprecher sowie Mitbegründer des Hörspielverlages Europa. Er gilt als Vater des deutschen Hörspielbooms, der Deutschland zur Hörspielnation Nr. 1 weltweit machte.

## Leben
Andreas E. Beurmann studierte nach dem Abitur Musikwissenschaft und Physik als Nebenfach an den Universitäten Köln und Göttingen. Dort wurde er 1953 mit der Dissertation Die Klaviersonaten Carl Philipp Emanuel Bachs zum Dr. phil. promoviert. 1961 gründete er zusammen mit Wilhelm Wille und David L. Miller die Tonträgerfirma Miller International. Kurze Zeit später entstand das von ihm maßgeblich erdachte Hörspiellabel Europa. Die Idee für den Labelnamen begründete sich auf dem damals noch in den Anfängen befindlichen europäischen Vereinigungsprozess, der ihm eine Herzensangelegenheit war. Das „EUROPA“-Markenzeichen mit seinem damals noch rechteckigen Rahmen hat er selbst bis zur Druckreife angefertigt. In dieser Zeit begann Beurmann auch mit dem Aufbau einer bedeutenden Sammlung historischer Tasteninstrumente. Zu sehen sind einige Stücke davon im Museum für Kunst und Gewerbe in Hamburg.
Nach dem Studium begann Andreas Beurmann im Sommersemester 1978 als Lehrbeauftragter mit einem Praktikum „Elektronische Klangerzeugung und digitale Speicherung (Erarbeitung von elektronischen Musikwerken)“ und hat in den folgenden Semestern Praktika und Übungen zur Instrumentenkunde (mit Schwerpunkt Cembali, Hammerklaviere, moderne Tasteninstrumente) und zu verschiedenen Bereichen der „Musikelektronik“ (nicht nur Instrumente wie Synthesizer und Sampler, sondern auch Aufnahmetechnik im Studio und Herstellung von Notenmaterial mit Hilfe von Computern) durchgeführt. Diese umfangreiche, freiwillig und unentgeltlich geleistete Lehrtätigkeit hat den Akademischen Senat der Universität Hamburg bewogen, Andreas Beurmann am 23. November 1989 zum Professor zu ernennen. Damit war er berechtigt, im Fach Systematische Musikwissenschaft Lehrveranstaltungen durchzuführen, sowie auch Magistranden und Doktoranden zu betreuen und die entsprechenden Prüfungen abzunehmen. Seine Lehrtätigkeit endete erst im Jahre 2000 – er hatte sie zugunsten seiner einmaligen Werke über alte Tasteninstrumente und Klaviere aufgegeben.
1979 heiratete Beurmann Heikedine Körting, die unter anderem als Regisseurin der Europa-Kinderhörspiele tätig ist. Zusammen restaurierten sie die historische Gutsanlage Hasselburg in Ostholstein mit der aus dem 14. Jahrhundert stammenden Wasserburg, die um 1700 in ein repräsentatives Herrenhaus umgewandelt wurde. Die von Beurmann wiederhergestellte große Gutsscheune steht dem Schleswig-Holstein Musik Festival zur Verfügung.
Unter den Sammelpseudonymen (Bert Brac, Ralph Bonda und Phil Moss), die unter anderem auch für die Musik von Carsten Bohn verwandt wurden, komponierte Andreas E. Beurmann Melodien für die Europa-Hörspiele. Unter dem Namen Hans Meinhardt arbeitete er auch als Sprecher. Seine bekannteste Rolle ist die des Onkel Titus, den er von 1979 bis zu seinem Tod 2016 bei den Die drei ??? verkörperte.

## Schriften (Auswahl)
- Die Klaviersonaten Carl Philipp Emanuel Bachs. Dissertation, Göttingen 1953.
- zusammen mit Heikedine Körting: Märchentraum Hasselburg. Lübeck 1998, ISBN 3-925402-01-2.
- Klingende Kostbarkeiten. Tasteninstrumente der Sammlung Beurmann, Museum für Kunst und Gewerbe Hamburg, Schümann-Flügel. Lübeck 2000, ISBN 3-925402-93-4.
- Historische Tasteninstrumente: Cembali, Spinette, Virginale, Clavichorde. Die Sammlung Andreas und Heikedine Beurmann im Museum für Kunst und Gewerbe Hamburg. München/London/New York 2000, ISBN 3-7913-2309-1.
- Das Buch vom Klavier. Olms-Verlag, Braunschweig/Zürich/New York 2007, ISBN 978-3-487-08472-5.

Daneben veröffentlichte Beurmann zahlreiche musikwissenschaftliche Beiträge in Fachpublikationen, darunter dem Hamburger Jahrbuch für Musikwissenschaft.

## CDs (Auswahl)
- Historische Tasteninstrumente: Cembali, Spinette und Virginale. Nr. 1–31. Andreas Beurmann im Barocksaal zu Hasselburg. Musikverlag Heikedine Körting, Hamburg. 74321 34127 2.
- Historische Tasteninstrumente: Cembali, Spinette und Virginale. Andreas Beurmann. Werke von Bach, Händel, Mozart und Meistern des 16.–18. Jahrhunderts. Musikverlag Heikedine Körting, Hamburg. 42424.
- Cembalo-Festival. Musik für 3–5 Cembali. 15 historische Original-Instrumente. Andreas Beurmann im Barocksaal zu Hasselburg. Musikverlag Heikedine Körting, Hamburg. 4.2426.
- Jon Santo – Jon Santo Plays Bach. Andreas Beurmann – experimentelle Klassik LP (MCA-2220) aus dem Jahre 1976 mit 16 elektronisch eingespielten Stücken aus dem Bachwerkeverzeichnis (BWV).